# Alexander Iwanowitsch Schuwalow

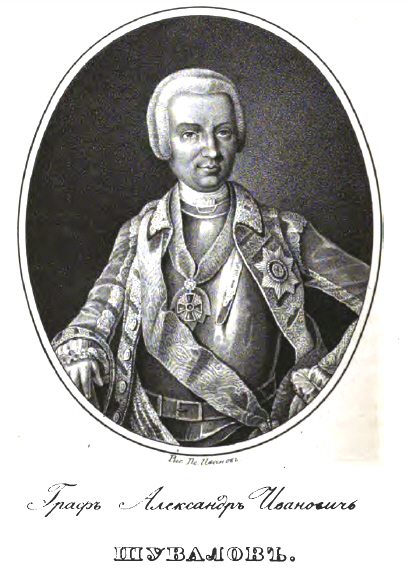
Alexander Iwanowitsch Schuwalow

Alexander Iwanowitsch Schuwalow (russisch Александр Иванович Шувалов; * 1710; † 1770) war Chef der Geheimen Kanzlei (Staatssicherheit) unter Elisabeth Petrowna.

## Biographie
Alexander Iwanowitsch Schuwalow war Sohn des Generals Iwan Maximowitsch Schuwalow des Älteren, der die Festungen Wyborg und Archangelsk befehligte. Schuwalow gehörte zu dem kleinen Kreis, der die spätere Kaiserin Elisabeth Petrowna in ihrem Exil in Ismailowo (heute Moskau) begleitete. Er war Mitglied der Garde und am Staatsstreich, der Elisabeth auf den Thron hob, aktiv beteiligt. Dies sicherte ihm die lebenslange Dankbarkeit der Monarchin, die ihn 1741 zum Kammerherrn und 1746 zum Grafen erhob.
Schuwalow leitete jahrelang die Geheime Kanzlei, eine Art Staatssicherheitspolizei. In dieser Position eliminierte er alle politischen Feinde Elisabeths und auch seiner eigenen Familie. Als die Gesundheit der Kaiserin nachließ, sympathisierte Alexander Schuwalow offen mit den politischen Ansichten des Thronfolgers und späteren Kaisers Peter III., der ihn nach seiner Thronbesteigung (5. Januar 1762) dafür zum Feldmarschall ernannte. Mit der Thronbesteigung Katharinas II. (9. Juli 1762) nahm Schuwalows Karriere ein jähes Ende. Er wurde bezichtigt, ein Komplott gegen die Monarchin initiiert zu haben. Schuwalow legte daraufhin alle Ämter nieder und zog sich auf seine Besitzungen zurück, wo er 1770 starb.
Zeitgenossen schildern Alexander Schuwalow als äußerst unsympathischen Menschen, der zudem ein nervöses Zucken der Gesichtsmuskeln hatte.